# 14. prosinec
14. prosinec je 348. den roku podle gregoriánského kalendáře (349. v přestupném roce). Do konce roku zbývá 17 dní.

## Události

### Česko
- 1935 – Pro nemoc abdikoval prezident Tomáš Garrigue Masaryk.
- 1963 – AZNP Mladá Boleslav navštívila sovětská delegace, přičemž její vedoucí Leonid Iljič Brežněv si vyzkoušel i prototyp Škoda 1000 MB.
- Automobilka Tatra v závodě Kopřivnice vyrobila poslední exemplář modelu Tatra 148, ten obdržel výrobní číslo 113 988.
- 1984 – Tramvaje v Liberci naposledy jely po původní trase z roku 1897 přes náměstí Bojovníků za mír a strmými ulicemi Pražská a Moskevská.

### Svět
- 1287 – Provalila se nizozemská mořská hráz Zuiderzee a voda smetla vesnice a vyžádala si desítky tisíc životů.
- 1900 – Kvantová mechanika: německý fyzik Max Planck zveřejnil svoji teorii záření černého tělesa.
- 1911 – Roald Amundsen dobyl Jižní pól.
- 1939 – Sovětský svaz byl kvůli útoku na Finsko vyloučen ze Společnosti národů.
- 1946 – Mezinárodní organizace práce se stala specializovanou organizací OSN se sídlem v Ženevě.
- 1947 – Estadio Santiago Bernabéu: otevření fotbalového stadionu Realu Madrid.
- 1995 – V Paříži byla podepsána mírová smlouva ukončující boje v Bosně a Hercegovině.
- 2004
  - Maďarský nejvyšší soud zrušil[zdroj⁠?!] výsledky referenda o udělení maďarského občanství zahraničním Maďarům a o zákazu privatizace nemocnic. Ústřední volební komise totiž vyhlásila referendum za neplatné v době, kdy ještě nebyly prověřeny stížnosti na výsledky voleb z některých obvodů.
  - Při sebevražedném útoku automobilem u vstupu do Zelené zóny v Bagdádu zahynulo sedm lidí a nejméně 13 bylo zraněno. Jde o druhý takový útok ve dvou dnech. Čtyři příslušníci irácké národní gardy byli zabiti při útoku na konvoj mezi Basrou a Bagdádem.

## Narození

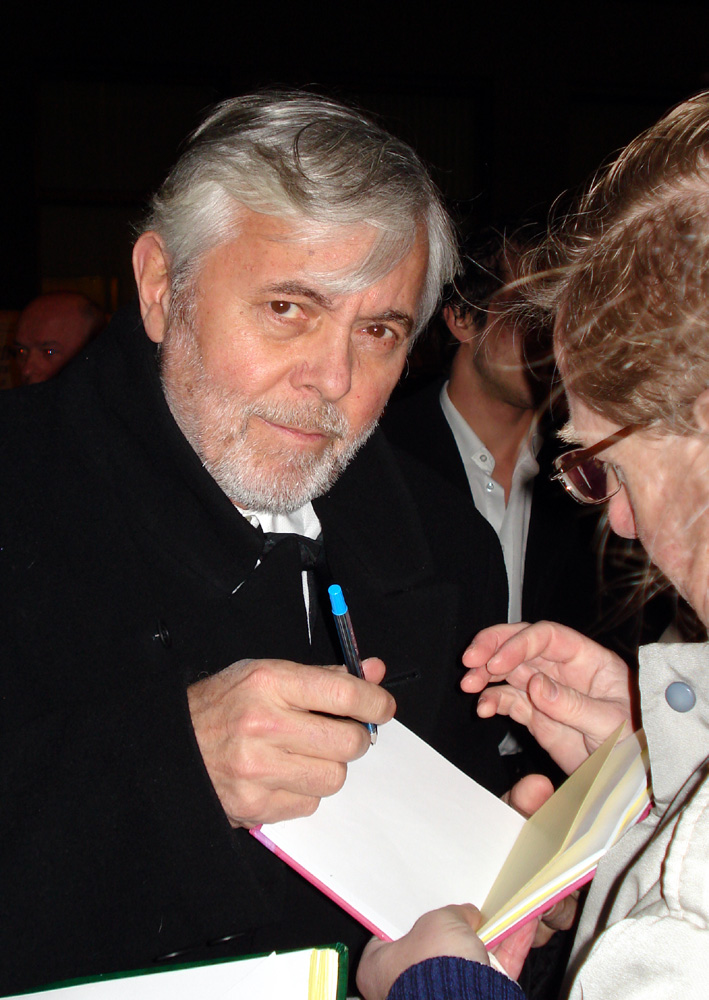
Josef Abrhám (* 1939)

### Česko
- 1291 – Plichta ze Žerotína, rytíř († 28. září 1322)
- 1567 – Jindřich Matyáš Thurn, jedna z vůdčích osobností českého stavovského povstání († 28. ledna 1640)
- 1682 – František Michael Šubíř z Chobyně, moravský šlechtic a úředník († 3. ledna 1738)
- 1738 – Jan Antonín Koželuh, skladatel a varhaník († 3. února 1814)
- 1778 – Mikuláš Kraft, violoncellista a hudební skladatel českého původu († 1853)
- 1796 – Maxmilián Berger, česko-rakouský politik († 10. února 1884)
- 1803 – Martin Alexander Přibyl, kněz, národní buditel, archeolog a básník († 7. února 1871)
- 1828 – Josef Kamil Alois Böhm, sochař († 26. ledna 1862)
- 1841 – Viktor Riedl von Riedenstein, rakouský a český podnikatel a politik německé národnosti († 16. ledna 1925)
- 1845 – Josef Vychodil, politik († 15. června 1914)
- 1849 – Josef Osvald II. Thun-Hohenstein, česko-rakouský šlechtic, velkostatkář, průmyslník a politik († 21. října 1913)
- 1853 – Karel Ladislav Thuma, malíř († 22. července 1917)
- 1854 – Vojtěch Hynais, malíř († 22. srpna 1925)
- 1855 – Johann Jarolim, německo-český politik z Moravy († ?)
- 1858 – Adéla Koudelová, spolková činovnice, sufražetka a feministka († 17. března 1946)
- 1864
  - Antonín Klír, rektor Českého vysokého učení technického († 29. ledna 1939)
  - Václav Hlavička, římskokatolický kněz, byl farářem v Netíně u Velkého Meziříčí a kaplanem Jeho Svatosti († 1. dubna 1942)
- 1869 – Ignác Stuchlý, první provinciál české salesiánské provincie († 17. ledna 1953)
- 1870 – Otakar Hübner, československý politik († 15. března 1929)
- 1873 – Václav Hlinomaz, hudební skladatel († 3. července 1941)
- 1874 – Jan Vojna, rakouský politik české národnosti z Čech († 1. ledna 1955)
- 1876
  - Lajos Körmendy-Ékes, československý politik maďarské národnosti († 4. června 1951)
  - Karel Laštovka, právník a profesor († 10. června 1941)
- 1877
  - Friedrich Stolberg, československý politik německé národnosti († 28. března 1954)
  - Rudolf Heine, rakousko-český stavební inženýr a politik († 10. prosince 1949)
- 1879 – Emanuel Chalupný, právník, sociolog, spisovatel a jazykovědec († 27. listopadu 1958)
- 1880 – Josef Uher, učitel a spisovatel († 5. prosince 1908)
- 1883 – Karl Kreibich, československý politik německé národnosti († 2. srpna 1966)
- 1887 – Max Thun-Hohenstein, hrabě česko-rakouského původu († 12. dubna 1935)
- 1892 – Antonín Zemek, úředník, ředitel Národního muzea v Praze († po 1955)
- 1899 – Bohumil Mořkovský, československý gymnasta, bronzová medaile na OH 1924 († 16. července 1928)
- 1900 – Josef Nestával, poslanec, úředník a spolupracovník Milady Horákové († 1. dubna 1976)
- 1901 – Theofanus Abba, hermetik, alchymista a kabalista († 22. prosince 1975)
- 1904 – Antonín Vála, politik († ?)
- 1905 – Jaroslav Srba, československý fotbalový reprezentant († ?)
- 1906 – Eliška Klimková-Deutschová, lékařka a profesorka neurologie († 2. prosince 1981)
- 1908 – Antonín Bartoň, lyžař, olympijský reprezentant a výrobce lyží († 9. září 1982)
- 1912 – Miloslav Mansfeld, československý pilot, který během 2. světové války létal v Royal Air Force († 22. října 1991)
- 1913 – Vlasta Foltová, gymnastka († 2001)
- 1914 – Marie Růžičková, komunistická politička († ?)
- 1920
  - Miloslav Balun, československý reprezentant v krasobruslení († 25. prosince 1994)
  - Stanislav Hojný, hráč na bicí nástroje († 21. prosince 2000)
- 1921 – František Graus, česko-německý historik († 1. května 1989)
- 1924 – Oldřich Burda, československý pracovník bezpečnostních složek († 17. listopadu 1988)
- 1925 – Vladimír Jůva starší, vysokoškolský pedagog a člen KSČ († 22. února 2005)
- 1928 – Vladimír Mirka, fotbalový trenér († ?)
- 1929 – Jindřich Nečas, matematik († 5. prosince 2002)
- 1930 – Stanislav Loukota, regionální politik, ekonom a vysokoškolský pedagog († 26. srpna 2008)
- 1931
  - Stanislav Fišer, herec († 11. června 2022)
  - František Malík, fotbalový útočník († 4. ledna 1992)
- 1932 – Vladislav Zadrobílek, básník, prozaik a nakladatel († 11. prosince 2010)
- 1933
  - Milan Lukeš, historik, překladatel a politik († 22. září 2007)
  - Jan Benda, politik a senátor († 1. prosince 1999)
  - Josef Dušátko, atlet specializovaný na hod oštěpem
- 1936 – Jaromír Hudec, hokejový útočník († 30. srpna 2024)
- 1939 – Josef Abrhám, herec († 16. května 2022)
- 1940
  - Jan Kobylka, psycholog a psychoterapeut a politik
  - Bohumil Zavadil, vysokoškolský učitel a jazykovědec
- 1944
  - Marie Pospíšilová, atletka
  - Eva Šulcová, básnířka a překladatelka, klinická psycholožka
- 1947
  - Jan Knaisl, pedagog a publicista († 31. března 2022])
  - Jan Sarkandr Tománek, malíř, grafik a tvůrce animovaných filmů († 27. července 2017)
- 1948
  - Zdeněk Bartoš, fotbalový útočník
  - Jiří Burian, politik a stavební inženýr
- 1952 – Josef Novotný, hejtman Karlovarského kraje
- 1955 – Jiří Koskuba, lékař a politik
- 1956
  - Miroslav Bubeník, fotbalový obránce
  - Oto Košta, lékař a politik za hnutí ANO 2011
- 1958 – Petr Uher, odborný lékař v oblasti reprodukce
- 1962 – Antonín Prachař, politik a odborník na dopravu
- 1965 – Ruth Šormová, sociální pracovnice a speciální pedagožka, bývalá politička
- 1968 – Libor Michálek, ekonom, politik a úředník
- 1969 – Dan Bárta, zpěvák
- 1972
  - René Souček, folkový písničkář
  - Michaela Škultéty, překladatelka z němčiny
- 1974 – Jaromír Plocek, fotbalový záložník
- 1975 – Martin Jelínek, astrofyzik
- 1976
  - Eva Novotná, herečka
  - Štěpán Policer, sbormistr a pedagog
- 1978 – Zdeněk Pospěch, fotbalový obránce
- 1980 – Pavel Šindelář, politik a právník
- 1981
  - Kateřina Čedíková, šachová mezinárodní mistryně
  - Tomáš Kůrka, hokejista
- 1985 – Petr Koukal, badmintonista
- 1987 – Antonín Brož, sáňkař
- 1994 – Alexis Moras, zpěvák, baskytarista a hudební manažer řeckého původu
- 1995 – Martina Řepková, florbalistka

### Svět

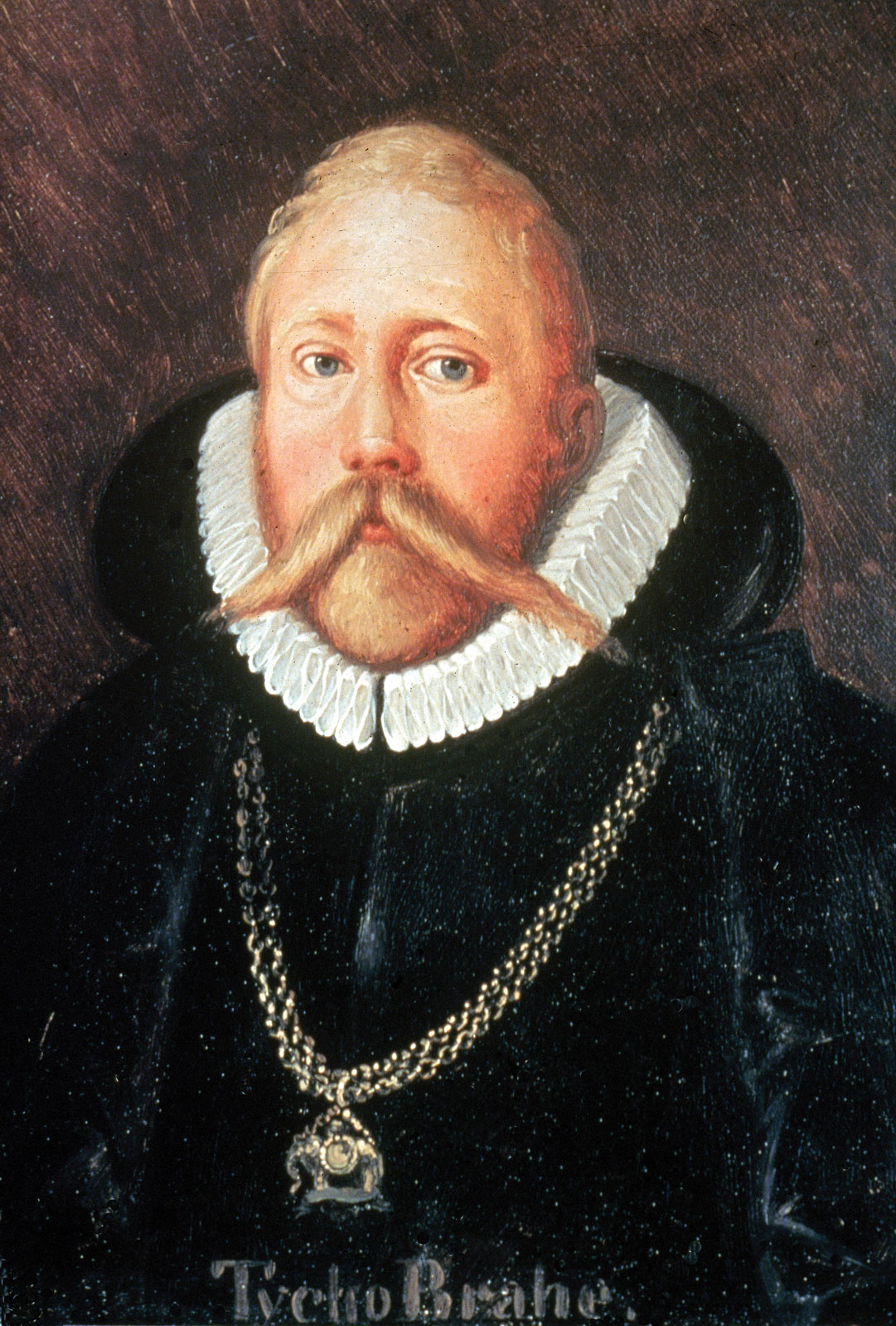
Tycho Brahe (* 1546)

- 1332 – Fridrich III. Míšeňský, durynský lankrabě a míšeňský markrabě († 21. května 1381)
- 1363 – Jean Charlier de Gerson, francouzský filozof, teolog a církevní politik († 12. července 1429)
- 1503 – Nostradamus, francouzský lékař a astrolog († 2. července 1566)
- 1541 – Žofie Braniborská z Hohenzollernu, druhá žena Viléma z Rožmberka († 27. června 1564)
- 1546 – Tycho Brahe, dánský astronom († 24. října 1601)
- 1574 – Anna Dánská, dánská princezna, anglická a skotská královna († 4. března 1619)
- 1594 – Willem Claeszoon Heda, nizozemský barokní malíř († 24. srpna 1680)
- 1615 – Carlo Lurago, italský barokní architekt a sochař († 1684)
- 1631 – Anne Conwayová, anglická filosofka († 18. února 1679)
- 1654 – Danylo Apoštol, ruský vojevůdce a hejtman záporožských kozáků († 28. ledna 1734)
- 1681 – Giuseppe Valentini, italský houslista, malíř, básník a hudební skladatel († listopad 1753)
- 1702 – Francesc Gil de Frederic, španělský římskokatolický kněz a mučedník († 22. ledna 1745)
- 1730 – James Bruce, skotský přírodovědec a spisovatel († 24. dubna 1794)
- 1737 – Maximilian Baillet von Latour, císařský tajný rada a generál rakouské kavalerie († 22. července 1806)
- 1748 – William Cavendish, 5. vévoda z Devonshiru, britský šlechtic a politik († 29. července 1811)
- 1759 – Carl Erik Mannerheim, finsko-švédský šlechtic a politik († 15. ledna 1837)
- 1764 – Nicasio Álvarez de Cienfuegos, španělský preromantický básník († 30. června 1809)
- 1777
  - Du Pre Alexander, irský šlechtic a koloniální správce († 8. dubna 1839)
  - Juan Nicasio Gallego, španělský kněz, politik a básník († 9. ledna 1853)
- 1784 – Marie Antonie Neapolsko-Sicilská, neapolsko-sicilská princezna a první manželka španělského krále Ferdinanda VII. († 1806)
- 1787 – Marie Ludovika Beatrix z Modeny, třetí manželka rakouského císaře Františka I. († 1816)
- 1789 – Maria Szymanowska, polská hudební skladatelka († 25. července 1831)
- 1791
  - Charles Wolfe, irský badatel a dějepisec († 21. února 1823)
  - Johan Ludvig Heiberg, dánský romantický básník († 25. srpna 1860)
- 1800 – Josef Kriehuber, rakouský malíř a litograf († 30. května 1876)
- 1816 – Rafael ze Sant’Elia a Pianisi, italský řeholník Řádu menších bratří kapucínů († 6. ledna 1901)
- 1824 – Pierre Puvis de Chavannes, francouzský malíř († 24. října 1898)
- 1827 – Józef Jabłonowski, rakouský politik polské národnosti († ?)
- 1830 – Viktor Madarász, maďarský revolucionář a malíř († 10. ledna 1917)
- 1841 – Friedrich Schachner, rakouský architekt z období historismu († 7. listopadu 1907)
- 1853 – Errico Malatesta, italský anarchokomunista († 22. července 1932)
- 1854 – John Kemp Starley, anglický vynálezce a průmyslník († 29. října 1901)
- 1856 – St John Brodrick, britský státník ze šlechtického rodu usazeného od 17. století v Irsku († 13. února 1942)
- 1859 – Nikolaj Stefanovič Bežanickij, estonský protojerej ruské pravoslavné církve († 14. ledna 1919)
- 1865 – Olga Valerianovna Palejová, druhá manželka velkoknížete Pavla Alexandroviče († 2. listopadu 1929)
- 1867 – Ingibjörg H. Bjarnason, islandská politička, sufražetka, učitelka a gymnastka († 30. října 1941)
- 1870 – Karl Renner, první kancléř Rakouské republiky († 31. prosince 1950)
- 1877 – Friedrich Stolberg, rakouský šlechtic († 28. března 1954)
- 1879 – Karl Becker, generál Wehrmachtu († 8. dubna 1940)
- 1882 – Neil Primrose, britský státník a politik († 15. listopadu 1917)
- 1883 – Morihei Uešiba, učitel bojových umění a zakladatel aikida († 26. dubna 1969)
- 1887 – Otto Schniewind, německý námořní důstojník († 26. března 1964)
- 1888 – Martin Lacis, sovětský politik († 20. března 1938)
- 1894 – Eusebio Angulo Ayala, španělský římskokatolický řeholník a mučedník († 30. srpna 1936)
- 1895
  - Paul Eluard, francouzský básník († 18. listopadu 1952)
  - Jiří VI., král Spojeného království († 6. února 1952)
- 1896 – Jimmy Doolittle, americký průkopník letectví († 27. září 1993)
- 1897 – Kurt Schuschnigg, rakouský politik, od roku 1934 rakouský kancléř († 18. listopadu 1977)
- 1898 – Alexander Langsdorff, německý archeolog a vůdce SS († 15. března 1946)
- 1901
  - Henri Cochet, francouzský tenista († 1. dubna 1987)
  - Pavel I. Řecký, řecký král († 6. března 1964)
- 1902 – Herbert Feigl, americký filosof českého původu († 1988)
- 1904 – Charles Fenno Jacobs, americký fotograf († 27. června 1974)
- 1906 – Asbjørn Nesheim, norský lingvista, fotograf a kurátor († 19. ledna 1989)
- 1908 – Claude Davey, velšský ragbista († 18. února 2001)
- 1909 – Edward Lawrie Tatum, americký biochemik a genetik († 5. listopadu 1975)
- 1913 – Rosalyn Turecková, americká klavíristka a muzikoložka († 17. července 2003)
- 1914
  - Štefan Kiripolský, slovenský pracovník vídeňské pobočky Rádia Svobodná Evropa († 6. července 1992)
  - Július Letňan, slovenský hudební skladatel a varhaník († 3. února 1973)
  - Karl Carstens, prezident Spolkové republiky Německo († 30. května 1992)
- 1915
  - Frantz Casseus, haitský kytarista a hudební skladatel  († 21. června 1993)
  - Rašid Behbudov, ázerbájdžánský zpěvák a herec († 9. června 1989)
- 1917 – Tove Ditlevsenová, dánská spisovatelka († 7. března 1976)
- 1918 – B. K. S. Iyengar, indický jogín († 20. srpna 2014)
- 1919 – Alfred Fischer, německý soudce a politik († 17. června 2004)
- 1920 – Clark Terry, americký trumpetista († 21. února 2015)
- 1921
  - František Graus, německý historik († 1. května 1989)
  - Jozef Vicen, slovenský protikomunistický odbojář a dlouholetý politický vězeň († 20. září 2008)
- 1922
  - Nikolaj Gennadijevič Basov, sovětský fyzik, Nobelova cena za fyziku 1964 († 1. července 2001)
  - Cecil Payne, americký jazzový saxofonista († 27. listopadu 2007)
  - Roy Schafer, americký psychoanalytik († 5. srpna 2018)
- 1923
  - Gerard Reve, nizozemský spisovatel († 8. dubna 2006)
  - Janet Brown, britská bavička, herečka († 27. května 2011)
- 1924
  - Gohar Gasparjan, arménská operní pěvkyně († 16. května 2007)
  - Herbert Tobias, německý fotograf († 17. srpna 1982)
  - Rádž Kapúr, indický filmový herec († 2. června 1988)
- 1926
  - Vladimír Babnič, slovenský prozaik a publicista († 5. ledna 2011)
  - Martin Hengel, německý evangelický teolog a novozákonní badatel († 2. července 2009)
- 1927 – Ľudmila Dulková, slovenská krasobruslařka a trenérka († 16. března 2016)
- 1928 – Anežka Kristýna Rakouská, arcivévodkyně rakouská, uherská a česká († 17. dubna 2007)
- 1929
  - Milan Ferko, slovenský spisovatel († 26. listopadu 2010)
  - Fernando Sebastián Aguilar, španělský kardinál († 24. ledna 2019)
  - Šlomo Argov, prominentní izraelský diplomat († 23. února 2003)
- 1931 – Phineas Newborn, americký klavírista († 26. května 1989)
- 1932
  - Bibiana Wallnerová, slovenská rozhlasová redaktorka, spisovatelka a překladatelka († 20. července 2014)
  - Charlie Rich, americký country-popový a gospelový zpěvák († 25. července 1995)
  - Hisataka Okamoto, japonský fotbalista
- 1933 – Leo Wright, americký jazzový hudebník († 4. ledna 1991)
- 1935 – Lee Remicková, americká herečka († 2. července 1991)
- 1936 – Robert Allan Ridley Parker, americký astronaut
- 1938 – Leonardo Boff, brazilský teolog a spisovatel
- 1939 – Stephen Cook, americký informatik
- 1941
  - Pavol Vyskočil, slovenský fotbalista
  - Antoni Morell, španělsky píšící andorrský spisovatel
- 1942
  - Mikuláš Kassai, slovenský fotbalista
  - Dick Wagner, americký kytarista a zpěvák († 30. července 2014)
- 1944 – Ryszard Szymczak, polský fotbalista († 7. prosince 1996)
- 1946
  - Jane Birkinová, britská herečka, režisérka, skladatelka a zpěvačka († 16. července 2023)
  - Antony Beevor, britský historik
  - Peter Lorimer, skotský fotbalista († 20. března 2021)
  - Ruth Fuchsová, východoněmecká dvojnásobná olympijská vítězka v hodu oštěpem († 20. září 2023)
  - Stan Smith, americký tenista
  - Jerome Cooper, americký hudebník († 6. května 2015)
- 1947
  - Sarolta Zalatnayová, maďarská zpěvačka
  - Dilma Rousseffová, prezidentka Brazílie
- 1948
  - Michel Abrass, syrský melkitsko-řeckokatolický kněz a arcibiskup archieparchie Tyr
  - Dee Wallaceová, americká herečka
- 1949
  - Cliff Williams, baskytarista australské hard rockové kapely AC/DC
  - Henryk Wieczorek, polský fotbalista
  - Nasser Hejazi, íránský fotbalový brankář († 23. května 2011)
- 1950 – Ambroise Sarr, senegalský zápasník
- 1951
  - Mike Krüger, německý herec, zpěvák, komik a kabaretiér
  - Jan Timman, nizozemský šachový velmistr
- 1952
  - John Lurie, americký saxofonista, herec, malíř, režisér, hudební a filmový producent
  - Avi Dichter, izraelský politik
- 1953
  - František Babčan, slovenský fotbalista
  - Vidžaj Amritraž, indický tenista
- 1954
  - Steven MacLean, kanadský fyzik a astronaut
  - Pál Závada, maďarský spisovatel a sociolog
  - Mircea Paraschiv, rumunský ragbista
- 1955 – Dan Immerfall, americký rychlobruslař
- 1956
  - Ján Rišňovský, slovenský fotbalista
  - Hanni Wenzelová, lichtenštejnská sjezdařka, dvojnásobná olympijská vítězka
- 1957 – Patrick Deville, francouzský spisovatel
- 1959 – Milan Juhás, slovenský fotbalista
- 1960
  - Wolf Haas, rakouský spisovatel
  - Catherine Colemanová, americká astronautka
  - James Comey, americký právník
  - Chris Waddle, anglický fotbalista
  - Ebráhím Raísí, íránský konzervativní politik
- 1961
  - Jozef Bánovský, slovenský fotbalový útočník
  - Ján Grňa, slovenský fotbalový útočník
  - Jean-Baptiste Tribout, francouzský reprezentant ve sportovním lezení
  - Peter Sundström, švédský hokejista
- 1962
  - Bela B., německý zpěvák a bubeník kapely Die Ärzte
  - Hartwig Fischer, německý historik umění
- 1963 – Diana Ganskyová, východoněmecká atletka
- 1964 – Noémie Lvovsky, francouzská režisérka, scenáristka a herečka
- 1965
  - Alex Vincent, americký bubeník
  - Vinicio Capossela, italský zpěvák a multiinstrumentalista
  - Guido Schumacher, německý judista
  - Helle Helle, dánská spisovatelka

- 1966

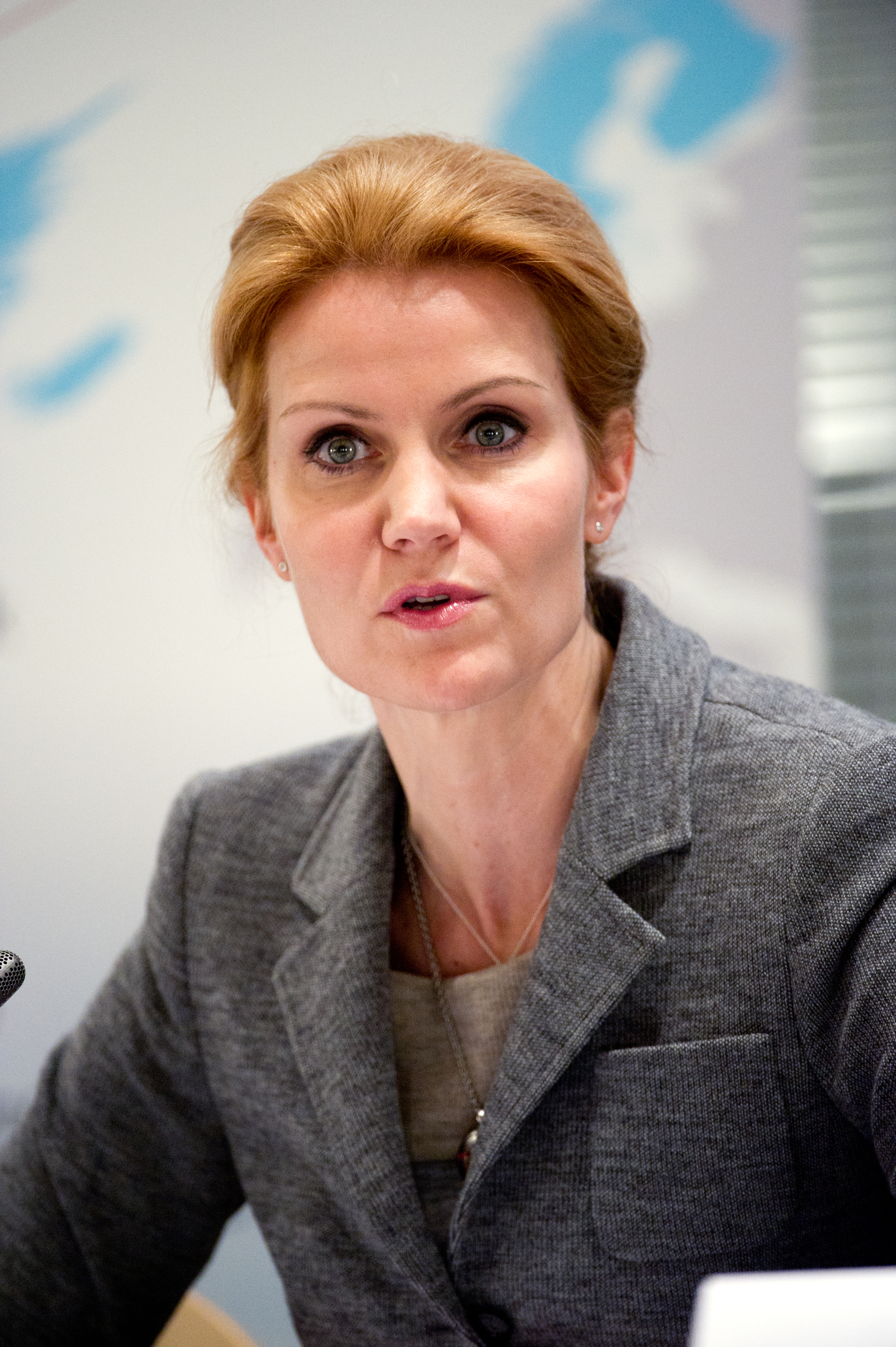
Helle Thorningová-Schmidtová (* 1966)

  - Helle Thorningová-Schmidtová, dánská politička a premiérka
  - Tim Skold, švédský kytarista, baskytarista a skladatel
- 1967
  - Hanne Hauglandová, norská atletka
  - Karen LaMonte, americká výtvarnice a sochařka
- 1968
  - Gerald Glatzmayer, rakouský fotbalový záložník († 11. ledna 2001)
  - C.J. Hunter, americký atlet († 28. listopadu 2021)
- 1969
  - Natascha McElhoneová, anglická divadelní, filmová a televizní herečka
  - Arthur Numan, nizozemský fotbalový obránce
- 1970
  - Beth Orton, britská písničkářka
  - Anna Maria Jopková, polská zpěvačka
- 1971
  - Tia Texada, americká herečka
  - Čaj Čchao, čínská házenkářka
- 1973
  - Peter Hrivňák, slovenský zpěvák a baskytarista
  - Boris Henry, německý atlet
  - Thuy Trang, americká filmová herečka a zpěvačka-skladatelka vietnamského původu († 3. září 2001)
- 1975 – Levell Sanders, americký basketbalista hrající českou Národní basketbalovou ligu
- 1976
  - Petter Hansson, švédský fotbalista
  - Peter Gade, dánský badmintonista
- 1977
  - Teodora Duhovnikova, bulharská herečka a modelka
  - Martin Christopher, kanadský herec
  - Fróði Benjaminsen, faerský fotbalový obránce
- 1978 – Patty Schnyderová, švýcarská tenistka
- 1979
  - Michael Owen, anglický fotbalista
  - Jean-Alain Boumsong, francouzský fotbalový záložník
  - Sophie Monk, australská zpěvačka, herečka, modelka, televizní a rozhlasová osobnost
- 1980 – Didier Zokora, fotbalista z Pobřeží slonoviny
- 1981 – Keita Mogaki, japonský sportovní lezec
- 1982 – Steve Sidwell, anglický fotbalista
- 1983 – Péter Molnár, slovenský fotbalista
- 1984 – Jackson Rathbone, americký herec a zpěvák
- 1985
  - Jakub Błaszczykowski, polský fotbalový záložník
  - Juan Camilo Zúñiga, kolumbijský fotbalový obránce
- 1986 – Lukáš Bielák, slovenský fotbalový obránce
- 1987
  - Claude Dielna, francouzský fotbalový obránce
  - Markel Susaeta, španělský fotbalový záložník a reprezentant baskického původu
  - Alex Gaskarth, zpěvák, skladatel, kytarista a frontman americké kapely All Time Low
  - Aletta Ocean, maďarsko-americká pornoherečka
- 1988
  - Vanessa Hudgens, americká herečka, zpěvačka a tanečnice
  - Jasmin Kolašinac, srbský fotbalový záložník
- 1989 – Sajndžargal, čínský zápasník mongolské národnosti
- 1990
  - Angelica Delgadová, americká zápasnice
  - Harri Levo, finský krasobruslař
  - Vukadin Vukadinović, srbský fotbalista
- 1991 – Stefflon Don, britská rapperka, zpěvačka a skladatelka
- 1992
  - Tori Kelly, americká zpěvačka, skladatelka, herečka a hudební producentka
  - Rjó Mijaiči, japonský fotbalista
- 1993 – Antonio Giovinazzi, italský automobilový závodník
- 1995 – Álvaro Odriozola, španělský profesionální fotbalista
- 1996
  - Raphinha, brazilský profesionální fotbalista
  - Myles Amine, americký zápasník - volnostylař
  - Barbie Ferreira, americká herečka a modelka
- 1997 – Riku Cučija, japonský rychlobruslař

## Úmrtí

### Česko
- 1710 – Jan Kristián I. z Eggenbergu, český šlechtic, vévoda krumlovský (* 7. září 1641)
- 1744 – Jan Jiří Schauberger, moravský sochař, štukatér a malíř (* 1700)
- 1799 – Jan Jiří Balzer, rytec a nakladatel (* 1738)
- 1903 – Josef Dumek, zemědělský pedagog a spisovatel (* 16. dubna 1844)
- 1921 – Vincenc Jarolímek, matematik (* 25. června 1846)
- 1932 – August Hackel, právník a politik německé národnosti (* 21. srpna 1863)
- 1939 – Antonín Sládek, politik (* 11. prosince 1863)
- 1949 – Karel Sezima, český spisovatel (* 13. října 1876)
- 1951
  - Alois Petr, československý politik, ministr dopravy (* 26. prosince 1889)
  - Vojta Mádlo, dirigent, hobojista, hudební skladatel a pedagog (* 3. prosince 1872)
- 1957 – Josef Lada, malíř (* 17. prosince 1887)
- 1960 – Jaroslav Petrbok, paleontolog, speleolog, archeolog, botanik a spisovatel (* 25. října 1881)
- 1963 – Gustav Machatý, filmový herec, scenárista a režisér (* 9. května 1901)
- 1968 – František Tröster, jevištní výtvarník (* 20. prosince 1904)
- 1974 – Jaroslav Jedlička, český lékař, zakladatel oboru pneumologie (* 30. července 1891)
- 1979 – Václav Havel, kanoista (* 5. října 1920)
- 1981 – Josef Šimandl, violoncellista (* 29. srpna 1903)
- 1982 – Růžena Vacková, teoretička umění a disidentka (* 23. dubna 1901)
- 1983 – Jan Ryska, spisovatel, pedagog a publicista (* 19. ledna 1916)
- 1984 – Karel Dittler, dramatik, režisér a herec (* 27. září 1910)
- 1988 – Evald Schorm, český filmový a divadelní režisér (* 15. prosince 1931)
- 1991 – Jaroslav Horálek, malíř, kreslíř a restaurátor (* 10. listopadu 1954)
- 2006 – Otmar Mácha, hudební dramaturg, skladatel a režisér (* 2. října 1922)
- 2007 – Jan Švéda, reprezentant ve veslování, bronzová medaile na LOH 1960 (* 5. listopadu 1931)

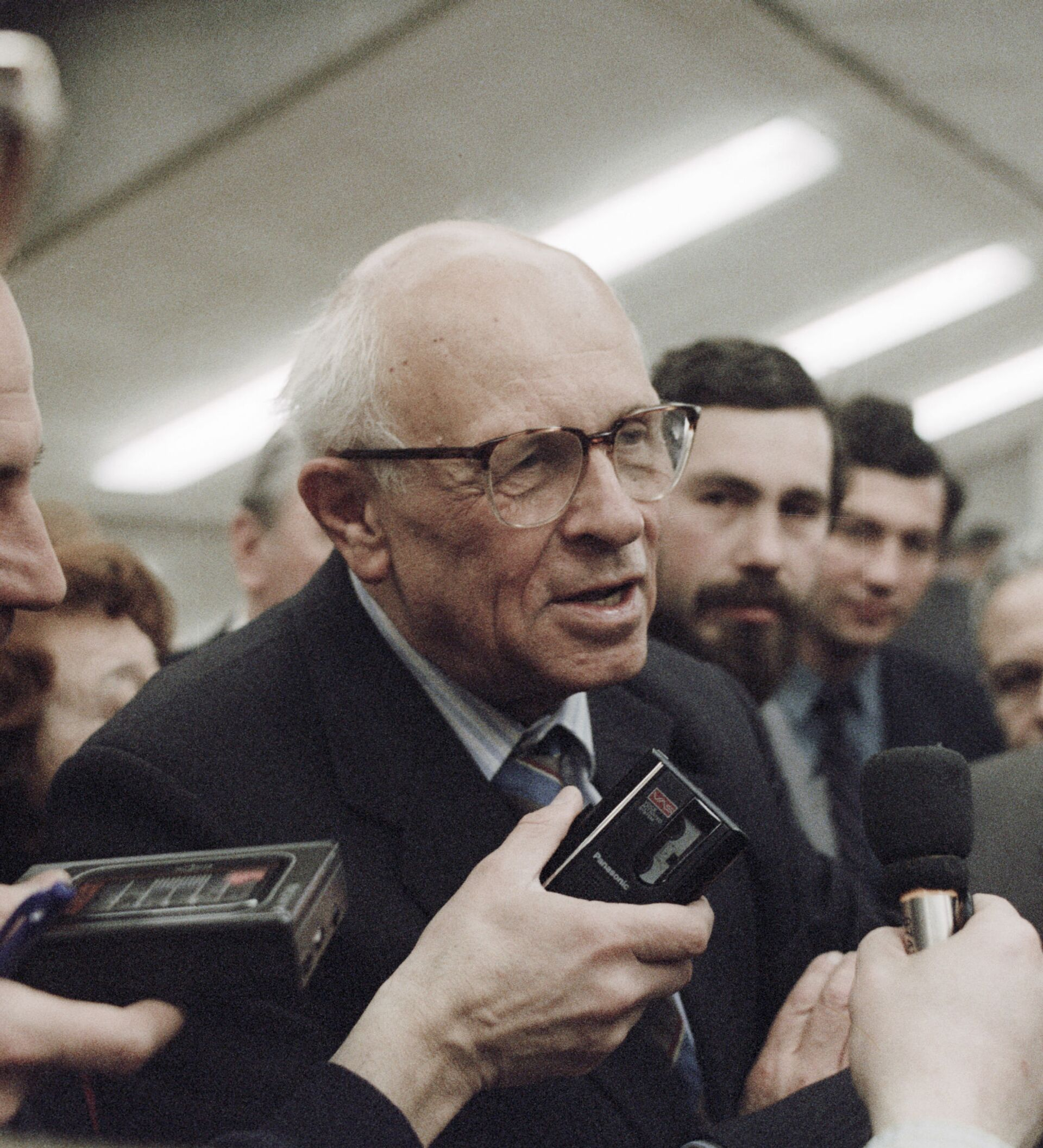
Andrej Dmitrijevič Sacharov († 1989)

### Svět
- 1077 – Anežka z Poitou, manželka římského císaře Jindřicha III. (* 1025)
- 1267 – Kazimír I. Kujavský, kníže kujavský, velkopolský, sieradzský, lenčický a dobřiňský (* okolo 1211)
- 1311 – Markéta Brabantská, lucemburská hraběnka, manželka císaře Jindřicha VII. (* 4. října 1276)
- 1332 – Rinčinbal, císař říše Jüan a veliký chán mongolské říše (* 1. května 1326)
- 1542 – Jakub V. Skotský, král skotský (* 10. dubna 1512)
- 1591 – Svatý Jan od Kříže, katolický mystik (* 24. června 1542)
- 1618 – Anna Tyrolská, manželka Matyáše Habsburského, česká a uherská královna (* 4. října 1585)
- 1693 – Giuseppe Felice Tosi, italský varhaník a hudební skladatel (* 28. února 1619)
- 1788
  - Carl Philipp Emanuel Bach, německý cembalista a skladatel (* 8. března 1714)
  - Karel III. Španělský zvaný El Político, vévoda z Parmy, král sicilský, král neapolský a král španělský (* 20. ledna 1716)
- 1799 – George Washington, 1. prezident Spojených států amerických, (* 22. února 1732)
- 1849 – Conradin Kreutzer, německý hudební skladatel (* 22. listopadu 1780)
- 1860 – George Hamilton-Gordon, britský státník (* 28. ledna 1784)
- 1861 – Albert Sasko-Kobursko-Gothajský, manžel britské královny Viktorie (* 26. srpna 1819)
- 1869
  - Pietro Tenerani, italský sochař (* 11. listopadu 1789)
  - Max Buchon, francouzský spisovatel a básník (* 8. května 1818)
- 1878 – Alice Sasko-Koburská, britská princezna, velkovévodkyně hesenská (* 25. dubna 1843)
- 1873
  - Louis Agassiz, švýcarský přírodovědec (* 28. května 1807)
  - Alžběta Ludovika Bavorská, pruská královna (* 13. listopadu 1801)
- 1885 – Ernst Falkbeer, rakouský šachový mistr (* 27. června 1819)
- 1902 – Julia Grantová, manželka 18. prezidenta USA Ulyssese Granta (* 26. ledna 1826)
- 1919 – Eugen Petersen, německý klasický filolog a archeolog (* 16. srpna 1836)
- 1935 – Stanley G. Weinbaum, americký spisovatel (* 4. duben 1902)
- 1940 – Anton Korošec, předseda vlády Království Slovinců, Chorvatů a Srbů (* 12. května 1872)
- 1947
  - Stanley Baldwin, britský politik a předseda britské vlády (* 3. srpna 1867)
  - Louis Delâge, francouzský průkopník automobilismu (* 22. března 1874)
- 1952 – Kazimír Bezek, slovenský básník, dramatik a politik (* 31. srpna 1908)
- 1954 – Dmitrij Medvěděv, ruský partyzánský velitel a spisovatel (* 22. srpna 1898)
- 1956 – Juho Kusti Paasikivi, prezident Finska (* 27. listopadu 1870)
- 1959 – Stanley Spencer, anglický malíř (* 30. června 1891)
- 1963 – Dinah Washington, americká zpěvačka (* 29. srpna 1924)
- 1974
  - Fritz Hagmann, švýcarský zápasník, zlato na OH 1924 (* 28. března 1901)
  - Walter Lippmann, americký novinář a filozof (* 23. září 1889)
- 1979 – Emil Belluš, slovenský architekt (* 1899)
- 1984 – Vicente Aleixandre, španělský básník, nositel Nobelovy ceny (* 26. dubna 1898)
- 1985 – Catherine Doherty, kanadská katolická náboženská spisovatelka a sociální aktivistka (* 15. srpna 1896)
- 1987 – Květoslava Viestová, slovenská protifašistická bojovnice (* 6. listopadu 1899)
- 1989 – Andrej Dmitrijevič Sacharov, sovětský fyzik, disident a obránce lidských práv, nositel Nobelovy ceny za mír (* 1898)
- 1990 – Friedrich Dürrenmatt, švýcarský dramatik (* 5. ledna 1921)
- 1997
  - Owen Barfield, britský jazykovědec, filosof a spisovatel (* 9. listopadu 1898)
  - Kurt Winter, kanadský rockový kytarista a skladatel (* 2. dubna 1946)
- 1998
  - James A. Jensen, americký paleontolog (* 2. srpna 1918)
  - Karol Ježík, slovenský publicista (* 1953)
- 2001 – Winfried Georg Sebald, německý literární vědec a spisovatel (* 18. května 1944)
- 2006 – Ahmet Ertegün, Američan tureckého původu, spoluzakladatel Rock 'n' rollové síně slávy a Atlantic Records (* 1923)
- 2011 – Joe Simon, americký komiksový spisovatel (* 11. října 1913)
- 2013
  - John Cornforth, australský organický chemik, Nobelova cena za chemii 1975 (* 7. září 1917)
  - Peter O'Toole, irský herec (* 2. srpna 1932)
- 2014
  - Theo Colborn, americká bioložka (* 28. března 1927)
  - Bess Myerson, americká modelka (* 16. července 1924)
- 2019
  - Vladimir Cyplakov, běloruský hokejista a trenér (* 18. dubna 1969)
  - Anna Karina, dánsko-francouzská herečka (* 22. září 1940)
- 2020 – Gérard Houllier, francouzský fotbalový trenér (* 3. září 1947)
- 2023 – Tomáš Janovic, slovenský básník, dramatik, spisovatel a textař (* 22. května 1937)

## Svátky

### Česko
- Lýdie (jméno)
- Lívie
- Bertold, Bertram

### Svět
- Den opic

### Liturgické svátky
- Sv. Jan od Kříže

| 14. prosinec v pražském KlementinuÚdaje jsou platné k 8. 7. 2025. | 14. prosinec v pražském KlementinuÚdaje jsou platné k 8. 7. 2025. | 14. prosinec v pražském KlementinuÚdaje jsou platné k 8. 7. 2025. |
| minimum                                                           | denní průměr                                                      | maximum                                                           |
| ----------------------------------------------------------------- | ----------------------------------------------------------------- | ----------------------------------------------------------------- |
| −20,1 °C (1840)                                                   | 1,4 °C (od 1961)                                                  | 13,0 °C (1989)                                                    |